# Macrophyes attenuata
Macrophyes attenuata är en spindelart som beskrevs av O. Pickard-Cambridge 1893. Macrophyes attenuata ingår i släktet Macrophyes och familjen spökspindlar. Inga underarter finns listade i Catalogue of Life.